# Кара (оазис)

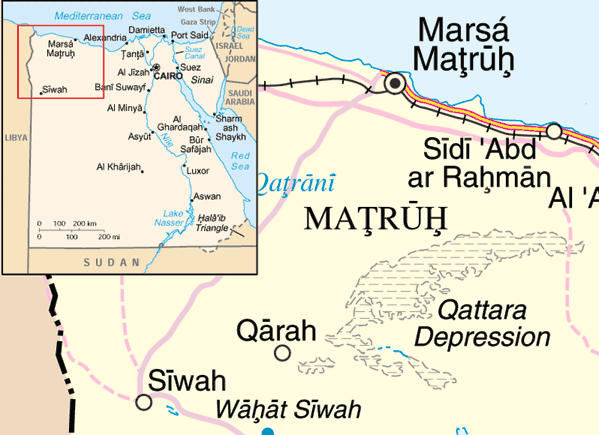
Оазис Кара на карте Египта

Ка́ра (Гара, Эль-Кара, араб. القارة‎ также Ка́рат-Умм-эль-Саге́йр араб. قارة أم الصغير‎) — оазис в Египте, находится в губернаторстве Матрух. Расположен на северо-западной окраине впадины Каттара, в 75 км к северо-востоку от оазиса Сива. К нему ведёт асфальтированная второстепенная дорога протяженностью около 100 км в районе под названием Бир аль-Нисф, расположенном на дороге Матрух-Сива. Потому как находится в пределах Каттарской впадины, то его высота ниже уровня моря.

## История
Первоначально жители деревни жили в крепости, которую они построили на вершине близлежащей скалистой горы и которая служила защитой от врагов. В настоящее время жители переселились в простые дома под горой. Основной отраслью промышленности было производство фиников и оливок. Сама деревня является археологическим памятником, построенным из материала кершеф, который состоит из ила, смешанного с солью.

## Достопримечательности
Среди особенностей оазиса — мощные источники с высокой соленостью, известные ещё со времен Римской империи, и источник с горячей водой под названием Кефара, температура которого достигает 70 градусов по Цельсию. Вода из источников используется в сельском хозяйстве и в быту. Также на вершине соседней горы расположены древние руины. Имеется рынок, где выставлены экологически чистые товары и изделия ручной работы. Одним из местных блюд жителей деревни является аль-акруз, приготовленное из пальмового дерева, которое традиционно подается самым важным гостям.

## Демография
Оазис практически необитаем, население составляет всего 363 человека (по данным переписи на 11 ноября 2006 года). Этот оазис часто не учитывается при подсчете количества египетских оазисов, поскольку он очень мал по сравнению с другими. Согласно местному фольклору, если появляется новорожденный, вскоре после него умирает старший, что позволяет сохранить численность населения постоянной.

## Экономика
Поскольку оазис не подключен к национальной электросети, энергией, необходимой для уличного освещения и домашнего использования, обеспечивают солнечные батареи и дизельные генераторы. В деревне есть школа для получения начального образования, а в 2009 году она была объявлена первой деревней, ликвидировавшей неграмотность в мухафазе Матрух. Тем не менее медицинский пункт отсутствует, и сюда часто приезжают колонны с гуманитарной помощью для оказания базовых медицинских услуг. Для доставки грузов используется один-единственный автомобиль.

## В популярной культуре
Оазис появляется в военном фильме 1958 года Трудный путь в Александрию.